# 小行星3976
小行星3976（3976 Lise）是一颗围绕太阳公转的小行星。1983年5月6日，諾曼·G·托馬斯在可可尼诺县发现了此天体。
这颗小行星的绝对星等为103.68599等。